# Brittas restaurang
Brittas restaurang är en sång skriven av Gösta Linderholm, och inspelad av honom och utgiven på singel, med Sveriges jazzband som musiker.
Den gick också in på Svensktoppen, i Sveriges jazzbands namn, där den låg i fyra veckor under perioden 4–25 oktober 1970, med sjätteplats som högsta placering.
Den spelades också in av Lasse Green 1975 på albumet Tjugoåtta sköna tjejer. och av Östen med Resten 1989 på livealbumet Syntfritt.

### Fotnoter
1. ↑  ”Brittas restaurang”. Svensk mediedatabas. 6 augusti 1970. http://smdb.kb.se/catalog/id/001466811. Läst 13 september 2014.
2. ↑  ”Svensktoppen”. Sveriges radio. 6 augusti 1970. http://sverigesradio.se/Diverse/AppData/Isidor/files/2023/3468.txt. Läst 13 september 2014.
3. ↑  ”Lasse Green”. Svensk mediedatabas. 6 augusti 1975. Arkiverad från originalet den 28 juli 2014. https://web.archive.org/web/20140728001607/http://smdb.kb.se/catalog/id/001885185. Läst 13 september 2014.
4. ↑  ”Syntfritt”. Svensk mediedatabas. 6 augusti 1989. http://smdb.kb.se/catalog/id/001521689. Läst 13 september 2014.